# Merriweather Post Pavilion (anfiteatro)
Il Merriweather Post Pavilion è una sala concerti all'aperto situata all'interno di Symphony Woods, un lotto di terreno di 162.000 m² conservato nel cuore del progetto residenziale di Columbia, Maryland. Nel 2010, Il Merriweather fu nominato il secondo miglior anfiteatro negli Stati Uniti dalla rivista Billboard. Il luogo è stato anche classificato come il quarto miglior anfiteatro negli Stati Uniti da Rolling Stone nel 2013. È stato ancora una volta classificato da Consequence of Sound al numero 29 su 100 di tutti i locali di musica nella nazione nel 2016.

## Storia
Il Merriweather Post Pavilion fu commissionato dalla Società Rouse per il suo progetto di sviluppo della contea di Howard Columbia. Il primo progetto fu respinto e il teatro fu ridisegnato dal premiato architetto Frank Gehry e N. David O'Malley con la ditta di Gehry, Walsh e O'Malley. L'apertura avvenne nel 1967 sulle ceneri della piantagione di schiavi Oakland Manor. Prende il nome dall'American Post Foods dell'ereditiera Marjorie Merriweather Post che promise e mise insieme donazioni a Rouse per l'impianto. Il teatro fu originariamente destinato ad essere una sede estiva per la National Symphony Orchestra. In seguito divenne sede di concerti di musica popolare, tra cui le esibizioni di Jimi Hendrix, Janis Joplin, Led Zeppelin, Grateful Dead, e The Who.
Un gran gala di apertura si è tenuto il 15 luglio 1967, il vicepresidente Hubert Humphrey partecipò ad una presentazione di "Columbia: Broadsides per Orchestra" in una tempesta di pioggia battente che inondò l'orchestra fino al ginocchio. L'Orchestra fallì l'anno successivo. Nella stagione del 1968, il controverso candidato alla presidenza George Wallace tenne un raduno di 7500 persone il 27 giugno 1968, seguito poco dopo dal candidato Eugene McCarthy. Nel 1970, il manager di Columbia Richard Anderson ebbe un crollo delle prenotazioni di un concerto rock dopo ingressi senza biglietto e disturbi ad un concerto di Steppenwolf. L'Organizzazione Nederlander iniziò la gestione del luogo nel 1971. Nel 1972 la musica fu spostata dalla visione di Rouse & Merriweather di sinfonie ad ambientazioni rock e Charles E. Miller propose progetti di legge che non avrebbero permesso prestazioni di animatori con una storia di violenza in luoghi con una capacità di 3,000 o più. Nell'estate del 1974 il manager dell'Howard Research and Development ricerca Micheal Spear vietatò la musica rock dopo alcuni incidenti, elencando Alice Cooper, Grateful Dead, e Edgar Winter come artisti inaccettabili.

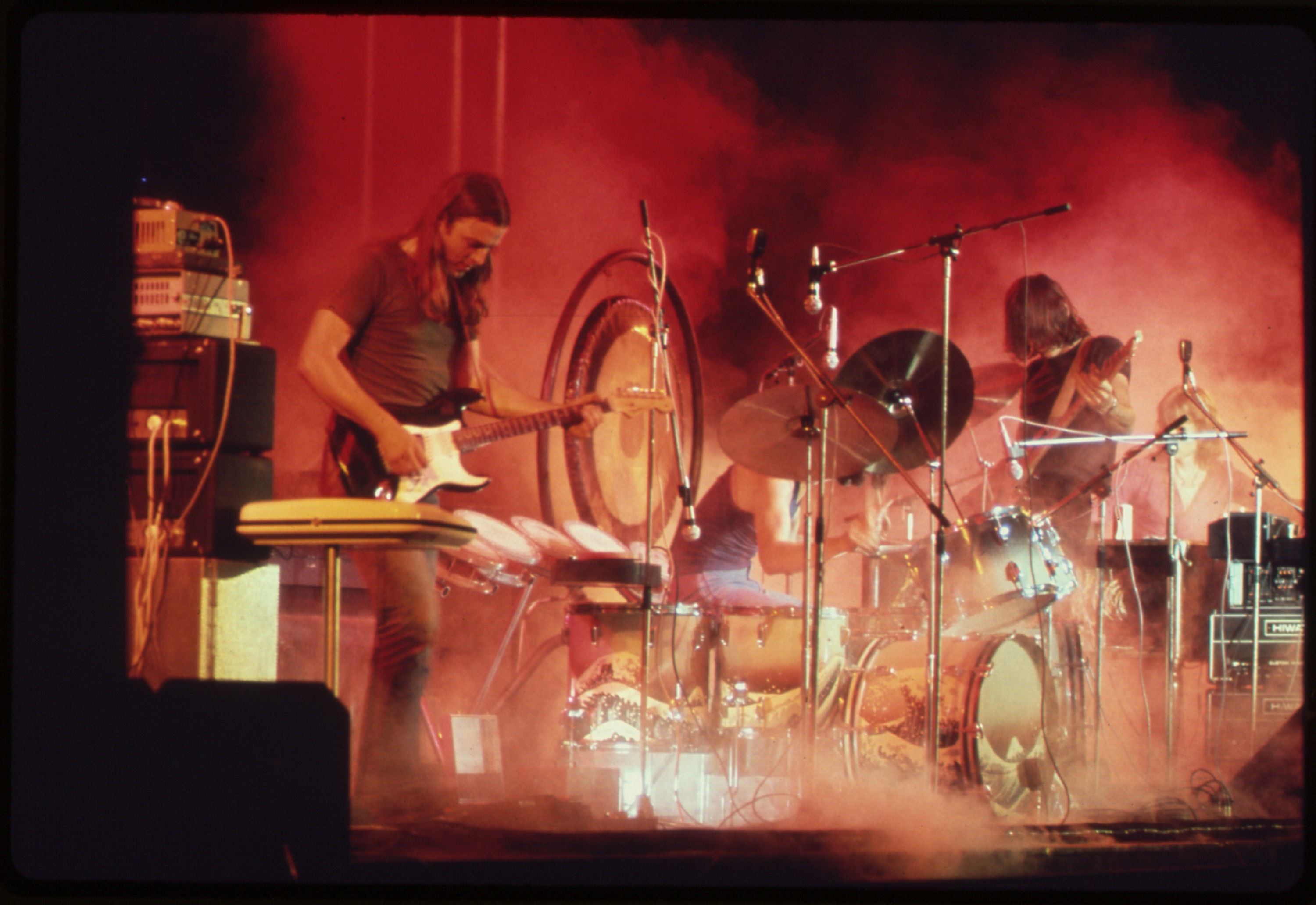
I Pink Floyd nel luglio 1973

Nel 1980, il presidente Jimmy Carter partecipò ad un concerto di Willie Nelson durante la sua campagna contro Ronald Reagan. Egli salì sul palco per cantare un duetto di Georgia on My Mind.
SFX acquistò il contratto di locazione dell'intrattenimento nel 1999. Nel 2003, il Club 09:30, proprietario dell'I.M.P. di Seth Hurwitz fu scelto come nuovo promotore.
A partire dal 2005 Jimmy Buffett si era esibito a Merriweather Post Pavilion 42 volte, the most by any act.
Nel 2005, la Contea di Howard tenne una charrette per discutere la riqualificazione della prevista comunità di Rouse al di là del suo progetto iniziale di 100.000 abitanti. Nel 2010 passò il piano Downtown Columbia, che richiedeva lo sviluppatore General Growth Properties, (ora L'Howard Hughes Corporation) per rinnovare Merriweather prima che un ulteriore sviluppo potesse essere realizzato in Colombia. Nel 2014, il Deputato della Contea Ken Ulman propose un disegno di legge per alleviare Howard Hughes della spesa di ristrutturazione offrendo una sovvenzione di $10 milioni. Il piano finale che concedeva solo $9,5 milioni per lo sviluppatore fu annunciato in un concerto di Jack Johnson il 5 giugno 2014, eliminando una grave limitazione allo sviluppo.
Nel 2013, l'ex dipendente di Rouse Michael McCall propose progetti esecutivi sostenuti dalla contea per convertire il terreno boschivo denominato Symphony Woods, che circondano il padiglione. La società di McCall, Strategic Leisure, per prima propose un finanziamento pubblico di $50 milioni per un garage di sei piani nella posizione del Toby's Dinner Theatre; proposte successive compresero un parco artistico di 39 acri con le caratteristiche di un anfiteatro all'aperto chiamato Chrysalis, un tavolo da picnic di 300 piedi di lunghezza galleggiante e un tubo di 800 piedi di lunghezza chiamato il Bruco. Il nuovo progetto fu chiamato "Inner Arbor", una variazione di un altro sviluppo di Rouse, l'"Inner Harbor" di Baltimora. L'artista William Cochran, figlio dell'ex deputato della contea Edward L. Cochran e fratello della consigliera Courtney Watson, fu commissionato per opere d'arte che include corna alte fino a 28 piedi.
La maggior parte della terra a bosco e a prato aperto circostante Symphony Woods e Merriweather serve da parco, come sito del festival, come parcheggio per le manifestazioni e come luogo annuale per i pannelli luminosi di Symphony of Lights Christmas. Come parte di questa iniziativa di riqualificazione, il proprietario Howard Hughes Corp. ridestinò il terreno per un progetto chiamato "Crescent", che avrebbe spostato i vigili del fuoco Banneker, riqualificare l'area in 2.100 abitazioni ed i 104.516 metri quadrati di spazio generale e uffici medici, in edifici di 20 piani. Il progetto Crescent prende il nome dalla forma della zona di lavoro circostante il padiglione, così come la partnership di Rouse (Howard Hughes) con la Crescent Real Estate Equities sul suo sviluppo Woodlands.
Nel mese di agosto 2014, il luogo ha fatto notizia a livello nazionale quando 2 avventori sono morti e altri 20 sono stati ricoverati in ospedale per overdose dopo un concerto di Mad Decent. Molti locali in tutto il paese hanno attuato severi controlli antidroga dopo l'incidente.
Il Merriweather Post costituisce una base di traffico regionale con il 90% dei partecipanti ai concerti che vengono da fuori di Howard County.
Nel 2015 il Planning Board Howard County ha approvato una proposta di Brian Spencer, un lobbista registrato e project manager di Howard Hughes. Il progetto di $8.4 milioni di Jamie Pett (architetti JP2) comprende l'aggiornamento con il nuovo stand di concessione intorno al 9:32 Club e la sostituzione dei servizi dichiarati inagibili.

## Nella cultura di massa
- Tre tracce l'esecuzione di Running on Empty di Jackson Browne sono stati registrati presso il padiglione il 27 agosto 1977.
- L'acclamato album del 2009 degli Animal Collective Merriweather Post Pavilion si chiama così in omaggio al padiglione, anche se la band non l'ha in realtà eseguito lì fino al 2011.